# Едвін Гаусвальд

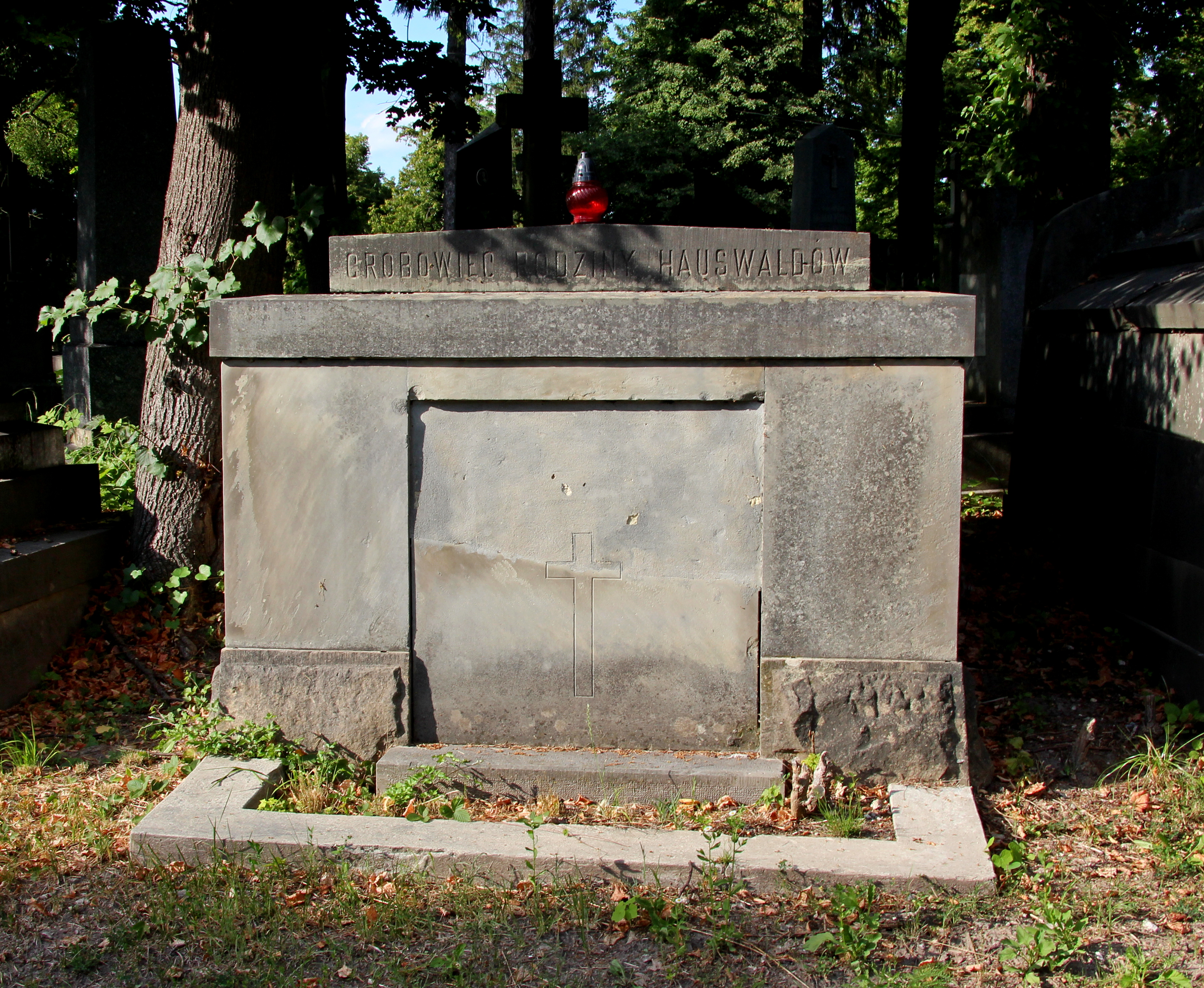

Едвін Гаусвальд (пол. Hauswald Edwin) — польський інженер-механік, автор проекту львівського електричного трамваю, класик науки організації та управління, у 1912–1913 роках обіймав посаду ректора Вищої політехнічної школи у Львові. Почесний професор Львівської політехніки.

## Біографія
Народився 3 вересня 1868 року у Львові в родині банківського службовця.

Навчався на відділі машинобудування у Львівський політехніці. Після одержання диплому інженера-механіка продовжив навчання у Берліні та Цюриху. Працював конструктором у фірмі «Сіменс і Halske» у Відні, у 1893 році проектував і трасував лінію електричного трамваю у Львові. Працював на фабриці акумуляторів у Франкфурті-на-Майні.

Навчався на відділі машинобудування у Львівський політехніці. Після одержання диплому інженера-механіка продовжив навчання у Берліні та Цюриху. Працював конструктором у фірмі «Сіменс і Halske» у Відні, у 1893 році проектував і трасував лінію електричного трамваю у Львові. Працював на фабриці акумуляторів у Франкфурті-на-Майні.

У 1912-1913 роках був обраний ректором Львівської політехніки. Незважаючи на те, що в основному він викладав технічні предмети, одним з перших в Європі ввів у Політехніці лекції з предмету «Організація і управління підприємствами», який було впроваджено до програми навчання. Займаючи вищі посади, він зайнявся реорганізацією Політехніки, зосередившись на її основній меті, якою було створення профілю випускника, який був би не тільки теоретиком, але і практиком, що володіє певною загальною освітою, і особливо багажем юридичних та економічних знань.

Професор Гаусвальд брав активну участь у науковому та громадському житті міста Львова.
У 1939 році отримав звання почесного професора. У науковому доробку Едвина Гаусвальда понад 100 праць. Нагороджений польськими відзнаками.
Помер 8 березня 1942 року у Львові.
Похований на 71 полі Личаківського  кладовища.